# 姜富美
姜富美（1958年—），藝名BB，是台灣電視史上第一位使用英文藝名的台灣資深女藝人。出道甚早，遊唱海外八年，竄紅於豬哥亮歌廳秀錄影帶及秀場。於50歲宣佈退休。

## 生平
姜富美出生於台南縣下營鄉（今台南市下營區），自幼參加歌場比賽，得到音樂系教授總評審的青睞，帶她北上發展。由於自小家庭困苦，初生之犢不畏虎，到各大歌廳應徵駐唱終於在大光明歌廳被日本社長相中，簽下合約，從此八年之長的遊唱海外。耳濡目染，吸取各國的表演精華。作風開放而幽默，回到國內，適逢餐廳秀盛行，被伍佰萬、豬哥亮、蔡頭等人發掘發跡。
於柒零年代走紅於秀場後為秀場主持人，由於個性豪爽，詼諧幽默，說學逗唱樣樣皆能，工作態度甚佳，深受觀眾喜愛，屹立不搖多年。
於50歲宣佈退休，姜富美說:「人生最難的是要懂得知進退。」

## 新聞
姜富美於2011年10月騎電動機車到健身房途中發生車禍，疑似當場被公車撞飛，2個月不能接通告損失將近50萬，後康復，並與肇事司機循法律途徑解決